# Аква Бјанка (Потенца)
Аква Бјанка (итал. Acqua Bianca) је насеље у Италији у округу Потенца, региону Базиликата.
Према процени из 2011. у насељу је живело 42 становника. Насеље се налази на надморској висини од 825 м.